# IZ Весов
IZ Весов (лат. IZ Librae), HD 142215 — одиночная переменная звезда в созвездии Весов на расстоянии приблизительно 1250 световых лет (около 384 парсеков) от Солнца. Видимая звёздная величина звезды — от +7,63m до +7,52m.

## Характеристики
IZ Весов — красный гигант, пульсирующая полуправильная переменная звезда типа SRB (SRB) спектрального класса M2/3III.